# St. Petrus (Trebra)

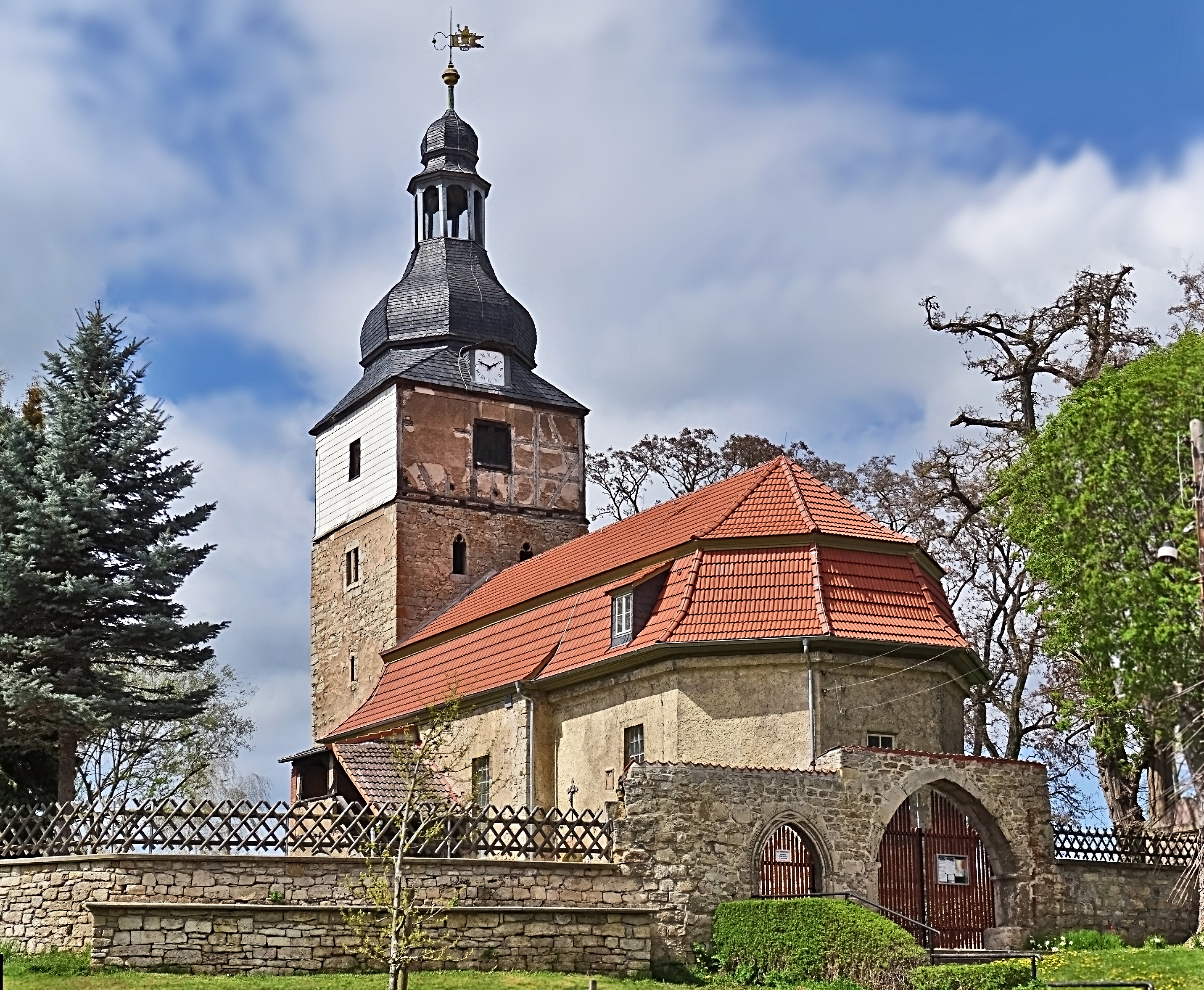
St. Petrus

Die denkmalgeschützte evangelisch-lutherische Pfarrkirche St. Petrus steht auf einem Plateau am nordwestlichen Ortsrand von Trebra, einer Gemeinde im Kyffhäuserkreis von Thüringen. St. Petrus gehört zur Kirchengemeinde Trebra-Niederbösa im Pfarrbereich Greußen des Pfarrbereichs Greußen-Großenehrich im Kirchenkreis Bad Frankenhausen-Sondershausen der Evangelischen Kirche in Mitteldeutschland.

## Beschreibung

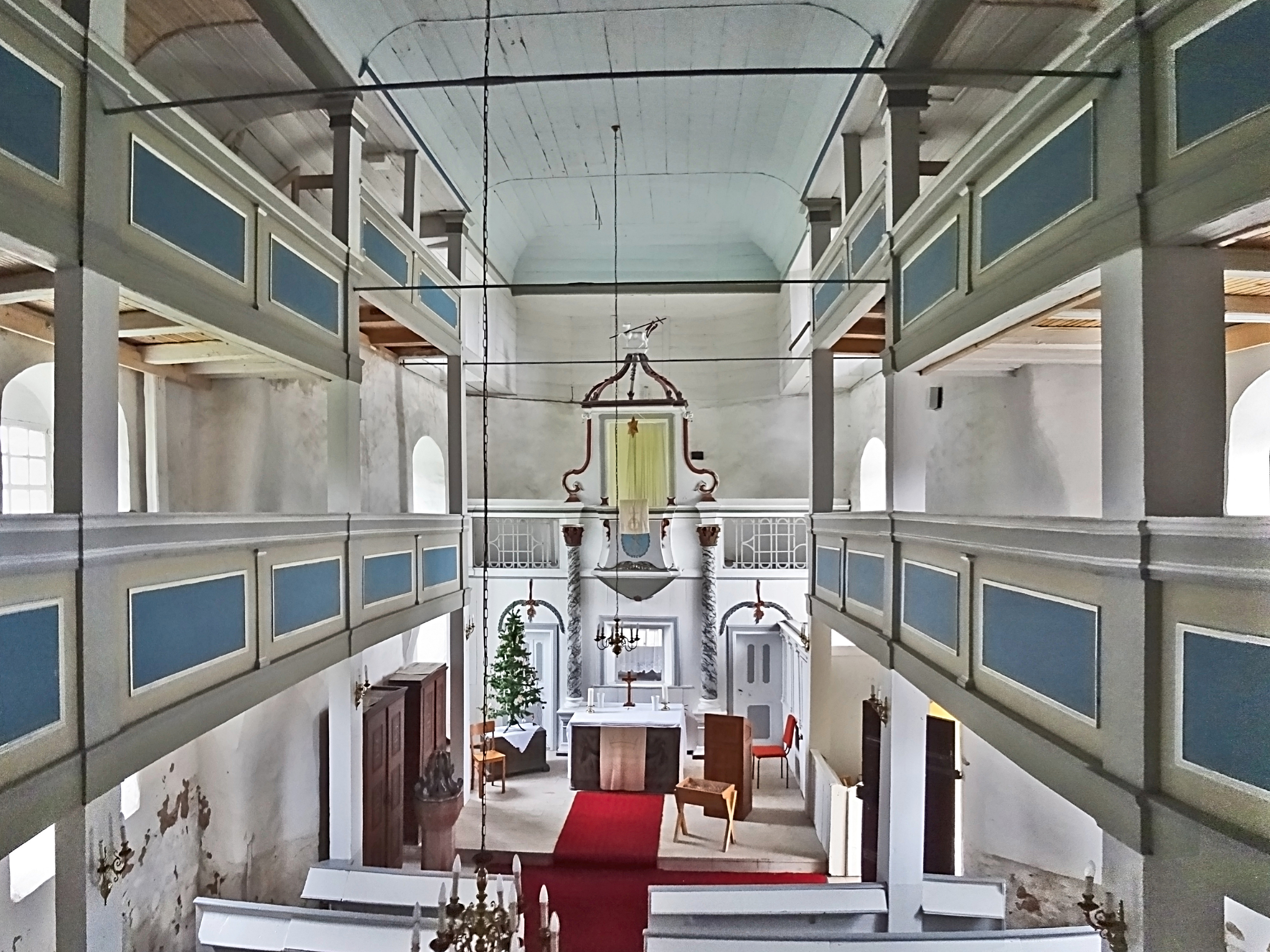
Innenansicht

Die Baugeschichte der im Kern mittelalterlichen Kirche ist ungeklärt. Kirchturm und Kirchenschiff haben eine unterschiedliche Entstehungszeit. Zwischen 1541 und 1577 wurde die Kirche umgebaut. Im 18. Jahrhundert entstand im Wesentlichen das heutige Erscheinungsbild des Kirchenschiffs mit Mansarddach und Aufgang zu den Emporen an der Südseite. Das Mansarddach des Kirchenschiffs hat eine gekehlte Dachtraufe. Der Kirchturm im Westen hat vier Geschosse und in seinen oberen Teilen Maßwerkfenster aus dem 15. Jahrhundert. Die Saalkirche hat einen eingezogenen, dreiseitig schließenden Chor. Um 1787 wurde die Kirche durchgreifend renoviert. Der Turm erhielt seine bauchige Haube, auf der eine offene Laterne sitzt, die mit einer Turmkugel bekrönt ist. Der Innenraum von Saal und Chor wurde durch gemeinsames Muldengewölbe zu einem Raum zusammengefasst. Im Chor ist der Ansatz eines Kreuzgratgewölbes erhalten geblieben. Eine schlichte Kanzel ist von 1792. Zum kreuzgratgewölbten Turm ist die rundbogige Öffnung zugesetzt. Im Erdgeschoss des Turms befinden sich Schnitzfiguren eines spätgotischen Flügelaltars: Ein Bischof, die Heilige Margareta, Johannes, ein unbekannter Heiliger, die Heilige Barbara und Bartholomäus sowie drei Büsten von Aposteln. Die Orgel fertigte 1922 die Firma Petersilie aus Gotha.